# 佐賀県立厳木高等学校
佐賀県立厳木高等学校（さがけんりつ きゅうらぎこうとうがっこう、Saga Prefectural Kyuragi High School）は、佐賀県唐津市厳木町厳木に所在する公立の高等学校。
1951年（昭和26年）に設置された「佐賀県立唐津高等学校 厳木分校」を前身とする。1961年（昭和36年）に分離・独立の上、「佐賀県立厳木高等学校」（現校名）となった。

## 設置学科
- 普通科

## 概要
学区
佐賀県北部学区（唐津市と東松浦郡玄海町）に属する。また近隣の多久市は中部学区（佐賀市・多久市・小城市）に属するが、中部学区の中で唯一厳木高等学校の受験・通学が認められている。
校訓
「若杉の訓（おしえ）」（節義・理想・生気・忍耐・敬愛・奉仕）
校歌
作詞は岩田武男、作曲は井出邦博による。タイトルは「緑の山脈（やまなみ）」。歌詞は2番まであり、校名の「厳木」は1番に登場する。
校地
唐津市南部の厳木地区に所在している。
制服
男子 - 冬服は三つボタンブレザーに水色のカッターシャツ（ワンタッチネクタイ）グレーのズボン、夏服は水色の半袖カッターシャツと、グレーのズボン。
女子 - 男子とほとんど同じデザインの冬服と夏服。
同窓会
校訓にちなみ、「若杉会」と称している。

## 沿革
- 1951年（昭和26年）4月1日 - 「佐賀県立唐津高等学校 厳木分校」として開校。当初、東松浦郡厳木町牧瀬の厳木町立厳木中学校に併設。 
  - 定時制普通課程・商業課程（修業年限4ヶ年）を設置。
- 1953年（昭和28年）3月 - 商業課程の募集を停止。
- 1954年（昭和29年）3月 - 同窓会が発足。
- 1956年（昭和31年）
  - 4月1日 - 「佐賀県立唐津西高等学校厳木分校」に改称（唐津高等学校が唐津東高等学校と唐津西高等学校の2校に分離されたことによる）。
  - この年度 - まつら同窓会（唐津西高等学校同窓会）厳木分校支部が結成される。
- 1957年（昭和32年）3月31日 - 商業課程を廃止。
- 1961年（昭和36年）
  - 3月 - 厳木町大字天川字平 約3.7ヘクタールを学校林に設定。
  - 4月1日 - 定時制高等学校に昇格し「佐賀県立厳木高等学校」（現校名）として独立。新校舎が完成。同窓会を「若杉会」と改称する。
- 1962年（昭和37年）
  - 3月31日 - 定時制課程の募集を停止。
  - 4月1日 - 全日制課程に切り替える。
  - この年度 - 管理棟・普通教室棟が完成。
- 1963年度（昭和38年度） - 特別教室棟・体育館・弓道場が完成。
- 1965年（昭和40年）
  - 3月31日 - 定時制課程を閉科する。
  - この年度 - 図書館・特別教室棟・プールが完成。
- 1968年度（昭和43年度）- 武道場（柔剣道場）が完成。
- 1987年度（昭和62年度）- 管理棟・普通教室棟・特別教室棟が完成。旧校舎を解体。
- 1988年度（昭和63年度）- 体育館・格技場・プールが完成。グラウンドを整備。旧体育館・旧格技場を解体。
- 1989年（平成元年）5月 - 校舎を全面改築。
- 1993年（平成5年）- グラウンドを拡張。
- 1998年（平成10年）- アーチェリー場的場を新築。
- 2001年度（平成13年度）- 同窓会館「若杉館」が完成。
- 2011年（平成23年） - 創立60周年（独立50周年）。
- 2018年度（平成30年） - 単位制・2学期制を導入。不登校や高校中退者そして発達障害がある生徒を対象に全県募集枠（1学級）を設置。佐賀県立高校の全県募集枠設置は2011年の太良高校以来2例目となる。

## 学校行事
２学期制
- 前期
  - 4月 - 入学式、2・3年課題考査、身体測定、1年新入生オリエンテーション
  - 5月 - 開校記念行事、教育振興会総会
  - 6月 - 佐賀県高等学校総合体育大会（以下、県高総体）、期末考査
  - 7月 - 三者面談、進路ガイダンス
  - 8月 - 中学生体験入学、課題考査
  - 9月 - 就職試験開始

- 後期
  - 10月 - 体育祭、生徒会役員選挙、中間考査
  - 11月 - 勤労体験学習、文化祭
  - 12月 - 期末考査、三者面談
  - 1月 - 課題考査、3年学年末考査
  - 2月 - 3年最終登校日、特色選抜入試、1・2年学年末考査
  - 3月 - 卒業式、後期入試、修了式

## 部活動
- 運動部
  - アーチェリー部
  - サッカー部
  - インドアスポーツ部（女子）
  - 野球部（男子）
  - ソフトテニス部
  - 卓球部
- 文化部
  - 美術部
  - 放送部
  - 茶道部
  - パソコン検定部
  - ボランティア部

## 著名な出身者
- 緒方修（元プロ野球選手。南海ホークス）
- 吉川輝昭（元プロ野球選手。横浜ベイスターズ→福岡ソフトバンクホークス→横浜DeNAベイスターズ）
- 宮﨑敏郎（プロ野球選手。横浜DeNAベイスターズ）

## 交通アクセス
- 最寄りの鉄道駅
  - JR九州 唐津線 「厳木駅」 - ボランティア活動の一環として駅の清掃を行っている。
- 最寄りのバス停
  - 昭和自動車（昭和バス）「厳木高校前」バス停
- 最寄りの道路
  - 国道203号（唐津街道）
  - 厳木多久有料道路 牧瀬IC
  - 佐賀県道32号伊万里畑川内厳木線

## 周辺
- 唐津市立厳木中学校
- 唐津市立箞木小学校
- 唐津市立厳木小学校
- 認定子供園厳木さくらんぼ
- 唐津市役所厳木市民センター（旧・厳木町役場）
- 厳木郵便局
- 唐津警察署厳木警察官駐在所